# 에어 뉴기니의 운항 노선
2016년 10월 기준, 에어 뉴기니의 운항 노선이다.

## 운항 노선

### 아시아

#### 동아시아
- 홍콩
  - 홍콩 - 홍콩 첵랍콕 국제공항
- 일본
  - 도쿄 - 나리타 국제공항

#### 동남아시아
- 싱가포르
  - 싱가포르 - 싱가포르 창이 국제공항
- 인도네시아
  - 덴파사르 - 응우라라이 국제공항
- 필리핀
  - 마닐라 - 니노이 아키노 국제공항

### 오세아니아

#### 오스트랄라시아
- 오스트레일리아
  - 시드니 - 시드니 킹스포드 스미스 국제공항
  - 브리즈번 - 브리즈번 공항
  - 케언스 - 케언스 공항

#### 멜라네시아
- 바누아투
  - 포트빌라 - 포트빌라 국제공항
- 솔로몬 제도
  - 호니아라 - 호니아라 국제공항
- 파푸아뉴기니
  - 포트모르즈비 - 잭슨 국제공항 허브
  - 웨와크 - 웨와크 국제공항
  - 고로카 - 고로카 공항
  - 다루 - 다루 공항
  - 라에 - 라에 공항
  - 라바울 - 라바울 공항
  - 로렌가우 - 로렌가우 공항
  - 리히르 - 쿤야에 공항
  - 마누스 - 마누스 모모테 공항
  - 마당 - 마당 공항
  - 마운트 하겐 - 마운트 하겐 공항
  - 멘디 - 멘디 공항
  - 모로 - 모로 공항
  - 바니모 - 바니모 공항
  - 부카 - 부카 공항
  - 불롤로 - 불롤로 공항
  - 와펜나만다 - 와펜나만다 공항
  - 알로타우 - 거니 공항
  - 캐비엥 - 캐비엥 공항
  - 쿤디아와 - 쿤디아와 침부 공항
  - 타리 - 타리 공항
  - 타부빌 - 타부빌 공항
  - 포폰데타 - 포폰데타 기우라 공항
  - 호스킨스 - 호스킨스 공항
- 피지
  - 난디 - 난디 국제공항

#### 미크로네시아
- 미크로네시아 연방
  - 추크 - 추크 국제공항
  - 폰페이 - 폰페이 국제공항

## 단항 노선

### 아시아

#### 동아시아
- 일본
  - 가고시마 - 가고시마 공항

#### 동남아시아
- 말레이시아
  - 쿠알라룸푸르 - 쿠알라룸푸르 국제공항
- 인도네시아
  - 자카르타 - 수카르노 하타 국제공항
  - 자야푸라 - 센타니 공항
- 필리핀
  - 세부 - 막탄 세부 국제공항

### 아메리카
- 미국
  - 호놀룰루 - 호놀룰루 국제공항

### 오세아니아
- 오스트레일리아
  - 타운스빌 - 타운스빌 공항
- 뉴질랜드
  - 오클랜드 - 오클랜드 국제공항
- 파푸아뉴기니
  - 키에타 - 키에타 공항